# Битва при Кинсейле
Осада Кинсейла или битва при Кинсейле (ирл. Léigear/Cath Chionn tSáile) была решающим сражением в завоевании Англией гэльской Ирландии, начавшееся в октябре 1601 года, незадолго до конца правления королевы Елизаветы I, и в разгар Девятилетней войны, а именно кампании Хью О’Нила, Хью Роэ О’Доннелла и других ирландских лордов против английского правления.
Благодаря участию Испании и полученным стратегическим преимуществам битва также стала частью англо-испанской войны, более широкого конфликта протестантской Англии и католической Испании.

## Предшествующие события
В 1175 году Ирландия была объявлена под властью Английской короны, но полностью она никогда не подчинялась владычеству Англии. К 1350-м годам сфера влияния Англии сократилась до границ "Пейла", области вокруг Дублина, а остальная часть страны находилась под властью гэльских лордов. Короли династии Тюдоров, начиная с Генриха VIII, пытались восстановить свою власть в Ирландии с помощью завоеваний и политики колонизации. В 1594 году силы в Ольстере под предводительством ранее лояльного графа Тирона Хью О'Нила восстали. Хью Роу О'Доннелл и Хью Магуайр присоединились к восстанию Тирона. Череда побед на поле боя с 1593 по 1599 год и распространение войны из Ольстера через центральные земли и в Мюнстер подорвали контроль английской короныи над большей частью острова. К концу 1599 г. англичане мало что контролировали за пределами обнесенных стеной городов и региональных гарнизонов.
После провала Испанской армады в Ирландии в 1588 году Филипп II решил воспользоваться ирландскими повстанцами, чтобы создать новый фронт в войне против Англии. Испанская помощь была предложена ирландским повстанцам в расчете на то, что связывание англичан в Ирландии может отвлечь английские ресурсы от их союзников в Нидерландах, Голландских владениях Испанской короны, которые участвовали в длительном восстании против Испанское правление и предоставить еще одну базу для каперов, таких как дюнкеркерцы, чтобы мешать английскому и голландскому судоходству. 2-я Испанская армада стремилась поддержать повстанцев, но в октябре 1596 года была разбита штормом у мыса Финистерре. В следующем году больной Филипп послал другую армаду, но это также не удалось из-за штормов, невезения и плохого планирования похода.

### Испанский десант
После смерти Филиппа II его сын Филипп III продолжал оказывать прямую поддержку сражающимся с Англией ирландским повстанцам (материальная поддержка им направлялась в течение многих лет). В 1601 году Филипп отправил дона Хуана дель Агилу и дона Диего Брочеро в Ирландию с 6-тысячным войском и значительным количеством оружия и боеприпасов. Плохая погода разлучила корабли, и девять из них с значительной частью опытных солдат-ветеранов и с порохом были вынуждены повернуть назад. Остальные 4000 человек 2 октября 1601 года высадились в Кинсейле, к югу от Корка. Другим силам под командованием Алонсо де Окампо удалось высадиться в Болтиморе. Испанцы принялись укреплять эти плацдармы, собираясь противостоять приближающимся английским армиям.
Хотя испанская армия захватила город Кинсейл, им не удалось расширить свой плацдарм в графстве Корк, и они были уязвимы для осады английскими войсками. Узнав о высадке испанцев, барон Маунтжой Чарльз Блаунт, назначенный лордом-наместником Ирландии, ослабил гарнизоны вокруг Пейла (ядра английской колонии в Ирландии в окрестностях Дублина) и устремился в Кинсейл с тем войском, которое ему удалось собрать.

## Осада

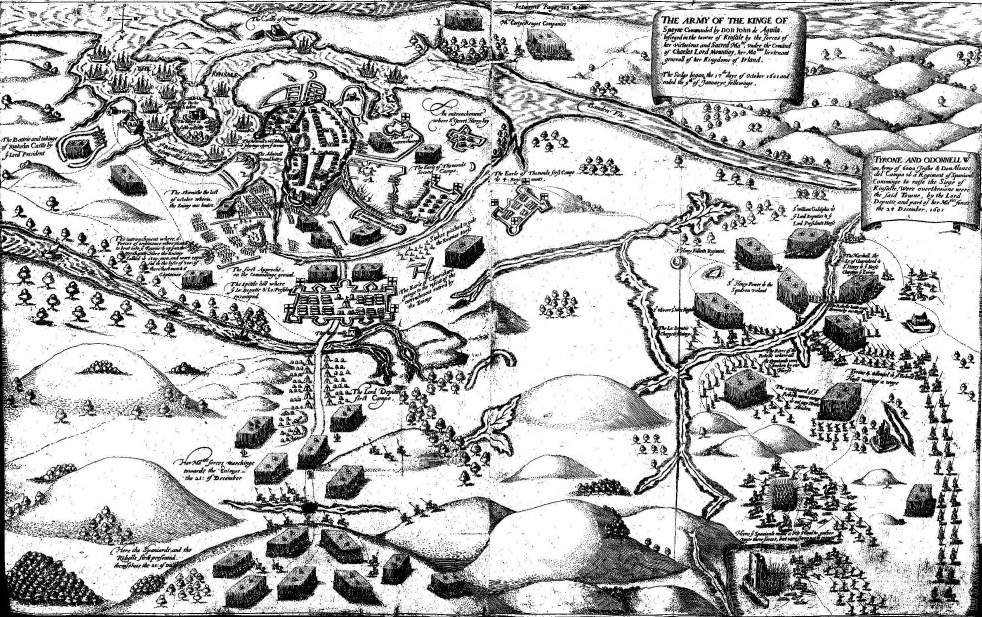
Осада и битва при Кинсейле, 1601 года. «Pacata Hibernia», 1633 год

2 октября барон Маунтджой осадил Кинсейл, а через Ойстерхейвен прибыло ещё подкрепление, и в результате численность армии достигла 12 000 человек, включая большие силы под командованием ирландского дворянина Доноу О’Брайена, 4-го графа Томонда. Однако значительная часть английской армии состояла из ирландских новобранцев, и большинство из них не подготовлены к длительной осаде, особенно зимой. Многие заболели, в результате чего осталось около 7500 боеспособных солдат.
В то же самое время гэльские графы Хью О’Нил и его союзник О’Доннелл раздумывали над ходом своих дальнейших действий. Их трудность заключалась в том, что испанцы высадились на южном побережье Ирландии, далеко от территорий, находящихся под контролем ирландских вождей. Чтобы оказать помощь испанским войскам, О’Нилу и О’Доннеллу пришлось бы вести свои войска через районы, где поддержка их действий была весьма сомнительной. В течение нескольких недель они колебались, к тому же осень превратилась в необычно ненастную и дождливую зиму. Осаждённый испанский гарнизон начал страдать от нехватки припасов и лишений, и О’Нил был вынужден пойти им на помощь. Он прекрасно понимал, что если эта первая испанская армия потерпит поражение, то он вряд ли в дальнейшем получит дополнительную военную помощь. Решение испанцев высадиться в Кинсейле вынудило О’Нилла согласиться со своим более импульсивным союзником, Хью Роэ О’Доннелом, отказаться от их до сих пор успешной партизанской тактики и рискнуть прибегнуть к открытому столкновению. Для этого требовались большие силы; больше, чем они могли позволить себе потерять. Они по отдельности отправились в 300-мильный зимний марш для того, чтобы облегчить снабжение их армий, О’Нил с 2500 пехотинцами и 500 всадниками и О’Доннелл с 1500 человек пехоты и 300 кавалерии. После тяжёлого марша в опасных условиях две силы встретились и расположились лагерем в Киналмики, чтобы отдохнуть и снабдить провиантом войско, там же к ним присоединились дополнительные силы из Ленстера и Мюнстера.
Войска лорда Маунтджоя не смогли окружить город Кинсейл и его окрестности (теперь называемые Белгули), но они захватили преобладающую высоту и подвергали испанские войска постоянной артиллерийской бомбардировке. Английский флот под командованием адмирала Ричарда Левесона прибыл с эскадрой из десяти кораблей и отрезал город от моря. Английская кавалерия проехала по окрестностям, уничтожив скот и урожай, в то время как обе стороны призывали население к верности. О’Нил и О’Доннелл долго не могли решиться выступить на юг без достаточных запаслов провианта для своих войск, и одновременно оставить Ольстер без защиты от нападения англичан. Когда они всё же выступили, им удалось успешно перерезать линии снабжения англичан, и к декабрю нехватка припасов и суровая погода начали сказываться на осаждающей английской армии, в войсках которой которой свирепствовала дизентерия и лихорадка.

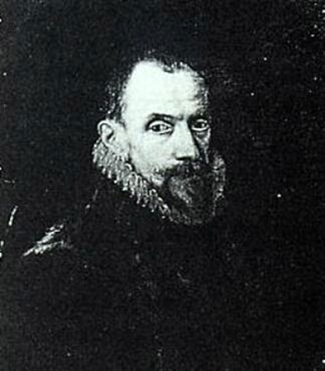
Командующий испанцами Хуан дель Агила

Подкрепление прибыло из Испании в Каслхейвен, и 24 декабря 1601 года (английская дата, 3 января 1602 года для католической ирландской и испанской армий) занял позицию в Кулкаррон примерно в трёх милях от английского лагеря. Около полуночи ирландцы двумя колоннами во главе с Хью О’Нилом и О’Доннеллом вышли из своего лагеря в Кулкарроне и двинулись к линии хребта в Ардмартине для осмотра английского военного лагеря. Аванпост из английских конных разведчиков сэра Ричарда Гримса той ночью, как предполагают, узнал об этих передвижениях, заметив в сумрачном предрассветном свете зажженную спичку ирландских аркебузиров, продвигающихся на позиции на Ардмартине. Маунтджой немедленно узнал о разведданных, что ирландцы находятся в пределах трёх четвертей мили от его лагеря готовые к бою, и послал сэра Ричарда Вингфилда удостоверитться в ситуации. Вингфилд быстро вернулся и подтвердил сообщение. Тем временем Маунтджой организовал свои войска для защиты главного и меньшего лагерей, однако ситуация для англичан была ужасной, поскольку дезертирство, болезни и потери сократили осаждающую армию почти на 50 %. Большой лагерь на северной стороне был передан под командование полковника сэра Бенджамина Берри с пятью пехотными полками, лорда-наместника (715 человек), в котором он сам был подполковником, лорда-президента (536 человек), графа Кланрикардса (529 человек). человек), лорда Одлиса (370 человек) и полковника сэра Ричарда Морисона (541 человек). Меньшим лагерем командовал граф Томонд Доноу О’Брайен со своим полком (572 человека) и ещё трое: полковник сэр Ричард Перси (544 человека), полковник сэр Чарльз Уилмот (454 человека) и полковник сэр Кристофер Лоуренс (747 человек). Маунтджой удовлетворился тем, что его лагеря были максимально защищены, и их оставшиеся силы можно было направить на северо-запад, чтобы встретить ирландцев.

## Битва при Кинсейле

### Начальные передвижения
Ирландские силы, прибывшие в Ардмартин перед рассветом, состояли из более чем 6000 человек в двух колоннах: 400 ленстерцев под командованием Ричарда Тиррелла, 1000 мюнстерцев, 159 испанцев в пяти пехотных ротах, 2500 пехотинцев и 500 легких кавалеристов под командованием О’Нила и 1500 пехотинцев с 300 легкими кавалеристами под командованием О’Доннелла. Когда Маунтджой покинул лагерь в сопровождении президента Манстера Джорджа Кэрью, силы, бывшие тогда в наличии у англичан, составляли 400 всадников сильно истощенной кавалерии, всего примерно девять кавалерийских полков. Эти всадники вместе с эскадроном сэра Генри Пауэрса (449 человек) были отправлены под командованием сэра Ричарда Уингфилда для наблюдения за передвижениями ирландцев и выяснения их намерений. Эскадрон Пауэрса была специальным полком, созданным путем объединения одной роты от каждого из девяти полков, составляющих осадные силы. Эти войска использовались для аванпостов и дежурили последние три ночи в постоянной готовности к любым сигналам тревоги, исходящим из ирландского лагеря.
Продвигаясь к Ардмартину, Вингфилд заметил, что ирландский эскадрон под командованием Ричарда Тирелла, приблизившись к лагерю графа Томонда и увидев англичан, остановился. На этом этапе Маунтджой присоединился к силам Вингфилда и, увидев силы ирландцев, решил немедленно дать бой. Он приказал сержант-майору Джону Беркли вернуться в лагерь и подтянуть два полка полковника сэра Оливера Сент-Джона (515 человек) и полковника сэра Генри Фоллиота (595 человек) для поддержки Вингфилда. О’Нил, заметив наступление англичан, остановился и приказал своим войскам отступить от Ардмартина обратно к Миллуотеру. Вингфилд, потеряв из виду ирландcкие войска, отступающие с хребта, попросил разрешения преследовать их и атаковать. Достигнув гребня хребта, он заметил, что ирландцы в полном порядке отступили вниз с холма и, через брод миновав заболоченный участок, построились на твёрдой земле с другой стороны горы. Намерение О’Нила состояло в том, чтобы заболоченная местность обеспечила защиту его пехотинцам от английской конницы и вынудила бы англичан двигаться через броды под прицельной стрельбой его войска. В этот момент граф Кланрикард настаивал на том, чтобы маршал немедленно пересёк болото в брод и вступил в бой с ирландцами.

### Разгром ирландцев
Уингфилд сразу же отправил пехотную роту из 100 человек под командованием лейтенанта Коуэла при поддержке сотни всадников сэра Генри Дэнверса для почти безнадёжной миссии. Тем не менее этот сводный отряд смело вступил в бой с ирландскими стрелками на противоположной стороне болота и, усилив огонь, заставили ирландцев отступить к основным силам.
Лейтенант Альферес Бустаменте, наблюдавший бой в испанской армии, отметил, что его ирландские союзники, уже после небольшой стычки на первом болотном броде, быстро отступили и даже перешли вброд ещё один ручей в глубине своих позиций. Теперь, когда О’Нил оказался на твердой почве, между ним и англичанами находилась речка и водяная мельница. О’Нил остановился и стал ждать хода английской армии. Вполне вероятно, что в это время испанские офицеры пытались перегруппировать ирландские войска в классический испанский боевой порядок — терцию, что само по себе было сложной операцией даже для самых опытных сил. Многие из солдат О’Нила из Ольстера, возможно, уже были знакомы с этим манёвром, но недавние добровольцы из Корка и сельских мест, весьма вероятно, считали этот строй неэффективным и начинали терять боевую мораль находясь в формированиях, стоящих сгруппированными в ожидании нападения неподвижно и без дела. Действительно, эта тактика противоречила, и была чужда, ирландскому стилю боя, о чём свидетельствовали их прежние успехи в битвах под при Клонтибрете и при Йеллоуфорде с тактикой «ударил-убежал».
Тем временем англичане также перестроили свои силы в западной части долины, готовясь выйти на открытую равнину, чтобы вступить в бой с армией О’Нилом. С восточного берега ручья Маунтджой мог видеть, что ирландцы и испанцы выстроились в две формации рассчитывая организовать стрельбу в боевом порядке, чтобы отбить лобовую атаку, свою кавалерию они выстроили позади пехоты. В паре сотен метров выше по течению англичане обнаружили ещё один брод через болото. Конница Кланрикарда, Гримса, Тассе, Флеминга, Дэнверса, Годольфина и Митчелла, всего около 250 всадников, прошли по нему и и обогнули главную боевую линию ирландцев. По словам Уильяма Фармера, кавалерийского хирурга, проход был форсирован и удержан Уингфилдом, Гримсом и Ричардом де Бургом, которые разбили охранявших его конных ирландских разведчиков. Вид английских солдат, появившихся на открытой местности справа от них, заставил ирландских стрелков отступить к основным силам, оставив брод и позволив Маунтджою перебросить больше войск.
Английские кавалеристы сразу же атаковала ирландцев, пытаясь быстро решить исход боя, но терции смог выстоять и с помощью ощетинившихся пик отразили англичан, которые были вынуждены отступить. Полковник Генри Пауэрс отметил, что этот успех «вызвал у повстанцев победные крики». Полагая, что английские всадники собрались обратиться в бегство, О’Нил отправил в бой свою лёгкую кавалерию из резерва, чтобы воспользоваться этим предполагаемым поражением. Кавалерия О’Нила, насчитывала около 500 всадников из элиты гэльского общества и состояла из вождей и опытных всадников различных ирландских септ. Они перемещались на маленьких ирландских лошадях, без стремян, и были вооружены лёгкими копьями или дротиками.
Ирландская кавалерия устремилась вперед, преследуя англичан, но к этому времени дисциплинированные английские солдаты восстановились и представляли теперь опасную силу для более легковооружённых ирландских противников. В этот момент английскую кавалерию поддержали несколькими удачными залпами всадники эскадрона «Волант», которые переправились через ручей. Стрельбой они сбили с коней несколько ирландских всадников и убили одну лошадь, заставив ирландских конников отступить. Увидев тактическую возможность, английские всадники во главе с Уингфилдом ворвалась в дезорганизованные ирландские порядки и вызвали полным разгром людей О’Нила. Кавалерия англичан начала яростно и без пощады преследовать ирландцев. Де Бург, уроженец Голуэя, граф Клариккард, был особенно кровожадным, приказывая своим солдатам не жалеть никого, но многие ирландские войска в рядах отряда Де Бурга жалели своих мятежных соплеменников и подвергали убегающих с поля битвы ирландцев больше избиению прикладами ружей, чем убийству. Этот небольшой акт милосердия, судя по всему, сократил число погибших ирландцев.
После разгрома ирландских сил армией О’Нила, Маунтджой послал сообщение капитану Фрэнсису Роу, который был подполковником полка Святого Иоанна, чтобы он продвинулся со своими людьми через болото и атаковал фланг эскадронов Тиррелла.